# Mosara inaperta
Mosara inaperta là một loài bướm đêm trong họ Noctuidae.